# Bernd von Arnim
Johann Friedrich Bernd von Arnim (né le 20 mai 1850 au manoir de Criewen et mort le 15 décembre 1939 dans la même ville) est ministre d'État prussien et ministre de l'Agriculture (1906/10), député de la Chambre des seigneurs de Prusse (1906/18) ainsi que 1er curateur de la fondation familiale von Arnim-Sperrenwalde.

## Biographie

### Famille
Issu d'une famille aristocratique von Arnim, il est le fils du propriétaire terrien Gustav von Arnim (de) (1820-1904), député de la Chambre des seigneurs de Prusse, et de sa femme Klara, née von Prillwitz (1831-1883).
Arnim se marie le 5 décembre 1877 à Brighton (Angleterre) avec Margarete baronne von Arnim (née le 9 décembre 1859 à Berlin et morte le 2 mai 1940 au manoir de Criewen). Elle est la fille du chambellan prussien et vrai conseiller privé Harry von Arnim, propriétaire foncier de Güstow, Schlagenthin et autres, et de son épouse Sophie comtesse von Arnim de la branche de Boitzenburg. Le couple a cinq enfants, dont le futur général de division de la Wehrmacht Harry von Arnim (de) (1890-1941).

### Carrière
Arnim étudie avec ses frères à l'Académie de chevalerie de Brandebourg sur l'île de la cathédrale. Il rejoint ensuite la marine prussienne en 1867 et devient en 1875 lieutenant en mer dans le détachement d'essais de torpilles de la marine impériale à Kiel. Mis au rebut en 1876, il passe à l'armée navale, où il reste jusqu'en 1882 et se retire comme capitaine de corvette. Après cela, il gère le domaine de son père à Criewen.
En 1872, il devint président de la Société agricole allemande. De 1892 à 1902, il est également membre du comité chargé d'enquêter sur l'état des eaux dans les zones fluviales particulièrement exposées aux risques d'inondation. En 1895, il devient membre suppléant du conseil national des chemins de fer, en 1896 membre de la direction de la chevalerie d'Uckermark, en tant que conseil de chevalerie, à Prenzlau et membre de la commission d'évaluation agricole du BGB. En 1902, il devient membre du Collège économique d'État prussien. Enfin il est ministre de l'Agriculture de novembre 1906 à juin 1910.
Avant la grande crise économique de 1929/1930, son domaine local comprend 507 hectares pour le manoir de Criewen et 392 hectares pour le manoir de Densen Parmi ceux-ci, 160 ha sont des forêts. En outre, il existe une exploitation agricole de taille moyenne

#### Honneurs
L'Arnimallee (de) à Dahlem porte son nom en 1908. De plus, Arnim est docteur honoris causa en médecine vétérinaire.
Sa tombe se trouve au cimetière du Patronage de Criewen.